# Eunicea succinea
Eunicea succinea är en korallart som först beskrevs av Peter Simon Pallas 1766.  Eunicea succinea ingår i släktet Eunicea och familjen Plexauridae. Inga underarter finns listade i Catalogue of Life.